# N-Metyltyramin
N-Metyltyramin (NMT), är en naturlig Alkaloid som återfinns i en bred variation växter. NMT används bland annat som ett kosttillskott vid fysisk träning. Ämnet påstås verka uppiggande. 